# Кристијан Медина
Кристијан Николас Медина (шп. Cristian Nicolás Medina; Морено, 1. јун 2002) је аргентински фудбалер који тренутно наступа за Боку јуниорс. Игра на позицији везног играча.

## Успеси
Бока јуниорс
- Прва лига Аргентине (1) : 2022.[4]
- Куп Аргентине (1) : 2020.[5]
- Суперкуп Аргентине (1) : 2023.[6]
- Лига куп Аргентине (2) : 2020, 2022.[7]
- Трофеј шампиона: (финале: 2022))[8]
- Интернационални суперкуп Аргентине: (финале: 2022)[9]
- Копа либертадорес: (финале: 2023)[10]

 Аргентина до 15
- Јужноамеричко првенство до 15 година (1) :  2017.[11]

 Аргентина до 17
- Јужноамеричко првенство до 17 година (1) :  2019.[12]